# Home Nations Championship 1889
La Home Nations Championship de 1889 fou la setena edició del que avui dia es coneix com el torneig de les sis nacions. Tres partits es van disputar entre el 2 de febrer i el 2 de març de 1889. Els equips participants foren Irlanda, Escòcia, i Gal·les. Escòcia s'enduria el títol, tot i que val a dir que la selecció anglesa no hi va participar pel seu rebuig a formar part de la IRB.

## Classificació
| Posició | Nació   | Jocs   | Jocs     | Jocs     | Jocs    | Punts   | Punts     | Punts      | Punts |
| Posició | Nació   | Jugats | Guanyats | Empatats | Perduts | A Favor | En contra | Diferència | Punts |
| ------- | ------- | ------ | -------- | -------- | ------- | ------- | --------- | ---------- | ----- |
| 1       | Escòcia | 2      | 2        | 0        | 0       | 1       | 0         | +1         | 4     |
| 2       | Irlanda | 2      | 1        | 0        | 1       | 0       | 1         | −1         | 2     |
| 3       | Gal·les | 2      | 0        | 0        | 2       | 0       | 0         | +0         | 0     |

## Resultats
| Escòcia | (2T) 0–0 (0T) | Gal·les | 2 de febrer de 1889 {{{time}}} - |
|         |               |         | 2 de febrer de 1889 {{{time}}} - |

| Irlanda | 0–1 | Escòcia | 16 de febrer de 1889 {{{time}}} - |
|         |     |         | 16 de febrer de 1889 {{{time}}} - |

| Gal·les | (0T) 0–0 (2T) | Irlanda | 2 de març de 1889 {{{time}}} - |
|         |               |         | 2 de març de 1889 {{{time}}} - |

## Els partits

### Escòcia vs. Gal·les
| Escòcia         | 2E – 0 | Gal·les | 2 de febrer de 1889 {{{time}}} - Raeburn Place, Edimburg Àrbitre: A McAllister (Irlanda) |
| Assaig: Orr Ker |        |         | 2 de febrer de 1889 {{{time}}} - Raeburn Place, Edimburg Àrbitre: A McAllister (Irlanda) |

Escòcia: HFT Chambers (Edinburgh U.), WF Holms (Edinburgh Wanderers), HJ Stevenson (Edinburgh Acads), James Holt Marsh (Edinburgh Inst FP), CE Orr (West of Escòcia), CFP Fraser (Glasgow University), W Auld (West of Escòcia), JD Boswell (West of Escòcia), A Duke (Royal HSFP), HT Ker (Glasgow Acads), MC McEwan (Edinburgh Acads), WA McDonald (Glasgow University), A Methuen (Cambridge U.), DS Morton (West of Escòcia) capt., TB White (Edinburgh Acads)
Gal·les: Hugh Hughes (Cardiff), Dickie Garrett (Penarth), James Webb (Newport), Edward Bishop (Swansea), Martyn Jordan (London Welsh), Charlie Thomas (Newport), Rosser Evans (Cardiff), Sydney Nicholls (Cardiff), Frank Hill (Cardiff) capt., William Williams (Cardiff), David William Evans (Cardiff), Theo Harding (Newport), Jim Hannan (Newport), Rowley Thomas (London Welsh), William Bowen (Swansea)

### Irlanda vs. Escòcia
| Irlanda | 0 – 1 Drop | Escòcia         | 16 de febrer de 1889 {{{time}}} - Ormeau, Belfast Àrbitre: WD Phillips (Gal·les) |
|         |            | Drop: Stevenson | 16 de febrer de 1889 {{{time}}} - Ormeau, Belfast Àrbitre: WD Phillips (Gal·les) |

Irlanda: LJ Holmes (Lisburn), RA Yates (Dublin University), TB Pedlow (Queen's College, Belfast), DC Woods (Bessbrook), J Stevenson (Lisburn), RG Warren (Lansdowne) capt., HW Andrews (NIFC), TM Donovan (Queen's College, Cork), EG Forrest (Wanderers), JS Jameson (Lansdowne), J Moffatt (Belfast Albion), LC Nash (Queen's College, Cork), CRR Stack (Dublin University), R Stevenson (Lisburn), FO Stoker (Wanderers)
Escòcia: HFT Chambers (Edinburgh U.), WF Holms (London Scottish), HJ Stevenson (Edinburgh Acads), James Holt Marsh (Edinburgh Inst FP), CE Orr (West of Escòcia), Darsie Anderson (London Scottish), AI Aitken (Edinburgh Inst FP), JD Boswell (West of Escòcia), A Duke (Royal HSFP), TW Irvine (Edinburgh Acads), MC McEwan (Edinburgh Acads), JG McKendrick (West of Escòcia), A Methuen (Cambridge U.), DS Morton (West of Escòcia) capt., JE Orr (West of Escòcia)

### Gal·les vs. Irlanda
| Gal·les | 0 – 2E | Irlanda                  | 2 de març de 1889 {{{time}}} - St. Helen's, Swansea Àrbitre: AR Don-Wauchope (Escòcia) |
|         |        | Assaig: McDonnell Cotton | 2 de març de 1889 {{{time}}} - St. Helen's, Swansea Àrbitre: AR Don-Wauchope (Escòcia) |

Gal·les: Ned Roberts (Llanelli), Abel Davies (London Welsh), Arthur Gould (Newport) capt., Tom Morgan (Llanelli), Norman Biggs (Cardiff), Charlie Thomas (Newport), Giotto Griffiths (Llanelli), William Bowen (Swansea), D Morgan (Swansea), Sydney Nicholls (Cardiff), David William Evans (Cardiff), Theo Harding (Newport), Jim Hannan (Newport), Rowley Thomas (London Welsh), Dan Griffiths (Llanelli)
Irlanda: LJ Holmes (Lisburn), RA Yates (Dublin U.), RW Dunlop (Dublin U.), TB Pedlow (Queens College, Belfast), RG Warren (Lansdowne) capt., AC McDonnell (Dublin U.), Victor Le Fanu (Lansdowne), JS Jameson (Lansdowne), EG Forrest (Wanderers), J Cotton (Wanderers), J Waites (Bective Rangers), HW Andrews (NIFC), JN Lytle (NIFC), R Stevenson (Lisburn), HA Richey (Dublin U.)

## Sistema de puntuació
Els partits es decidien per goals o gols, un goal era concedit quan l'equip feia un assaig i la posterior anotació, tant per un drop com per un goal from mark. Si el partit acabava en empat, aleshores el guanyador era l'equip amb més assaigs sense conversió. Si no hi havia encara cap guanyador clar es declarava empat.